# Straatprostitutie in Heerlen
Wegens overlast in Heerlen van of door heroïne-tippelprostitutie besluit het gemeentebestuur in 1996 tot een tippelzone; deze wordt vervolgens door burgers stelselmatig onbruikbaar gemaakt. In 1999 besluit het gemeentebestuur opnieuw tot een tippelzone, op een andere locatie. Deze functioneerde tussen juni 2000 en december 2012. Sindsdien is er geen tippelzone meer in Heerlen.

## Tippelzone gesaboteerd door burgers
In 1996 kent Heerlen al jaren ‘heroïne-tippelprostitutie’, en die veroorzaakt al jaren overlast, die in de geraadpleegde bronnen wordt omschreven als: urenlang door woonwijken rijden van prostitutieklanten. Dat jaar besluit de gemeenteraad tot aanleg van een tippelzone. Deze wordt in januari 1997 formeel ingesteld, aan de Heideveldweg in Heerlen-Noord. Doel ervan is: elders in de stad de overlast van tippelen te verminderen.
Vanaf het begin versperren bewoners van de wijken Palemig en Heksenberg rond de Heideveldweg permanent de toegang tot de tippelzone, en weten zo te voorkomen dat ooit één prostituee of klant de zone daadwerkelijk kan gebruiken. Tippelen gebeurt in deze periode feitelijk op een parkeerterrein van, of bij, winkels. Na vijf maanden trekt het CDA zijn politieke steun aan de zone in, waardoor er geen meerderheid meer voor is, en de gemeenteraad in mei ’97 besluit de zone te sluiten.
In de periode tot juni 2000 wordt er volgens Intraval feitelijk getippeld in de buurten Grasbroek en Eikenderveld, volgens de Volkskrant op de Sittarderweg nabij het stadscentrum en op een industrieterrein in Heerlen-Noord.

## Tippelzone Imstenraderweg
In juli 1999 besluit de gemeenteraad tot een nieuwe tippelzone aan de Imstenraderweg op een industrieterrein in Heerlen-Zuid. Doel ervan is : a) voorkomen en beperken van de overlast van de prostitutie; b) vergroten van de veiligheid van de tippelaarsters; c) verbeteren van de medische zorg en hulpverlening aan tippelaarsters.
In juni 2000 wordt de zone in gebruik genomen. Prostituees die er willen werken moeten een vergunning hebben, daarvan worden er maximaal 85 verstrekt, in mei 2001 wordt dit aantal verlaagd tot 70.
In opdracht van de gemeente Heerlen doet bureau Intraval in 2000 en 2001 onderzoek naar vermoedelijke effecten van instelling van de tippelzone. In zijn rapport stelt Intraval vast dat door instellen van de zone de door bewoners in het vroegere tippelgebied ervaren overlast van of door straatprostituees sterk afneemt, en dat in het gebied rond de nieuwe tippelzone de “annexatie van de openbare ruimte door drugsverslaafden” leidt tot sterke toename van hinder voor bewoners. Over veranderingen in de veiligheid van prostituees of in de kwaliteit van de zorg voor hen doet Intraval geen uitspraken.
Op 1 januari 2013 is de tippelzone voorgoed gesloten. Er werkte op dat moment nog maar 11 sekswerkers en dat woog voor de gemeente niet op tegen de jaarlijkse kosten van €350.000.

## Verzet tegen tippelzone
In 2005 stelt "een aantal raadsleden" voor de tippelzone te sluiten en wijzen daarbij op de sluiting van de zones in Amsterdam, Rotterdam en Den Haag. Na evaluatie van de Heerlense zone laat het gemeentebestuur in januari 2006 weten dat sluiten van de zone of beperken van de openingstijden of doorvoeren van grote bezuinigingen op de kosten ervan niet verstandig zou zijn, zou leiden tot meer overlast door straatprostitutie, meer gevaar voor, en mindere zorg voor de vrouwen.
Amsterdam (De Wallen) · 
Achterdam (Alkmaar) · 
Bokkingshang (Deventer) · 
Eindhoven · 
Groningen · 
Den Haag · 
Haarlem · 
Leeuwarden · 
Nijmegen · 
Utrecht · 
tot 2006: Spijkerkwartier (Arnhem)